# Violette Nozière (film)
Violette Nozière è un film del 1978 diretto da Claude Chabrol.
È stato presentato in concorso al 31º Festival di Cannes, dove Isabelle Huppert ha vinto il premio per la miglior interpretazione femminile.

## Trama
Francia nei primi anni '30: l'adolescente Violette vive con i suoi genitori, Baptiste Nozière, un macchinista, e Germaine Nozière. All'insaputa di Baptiste, lui non è il padre di Violette, un fatto noto solo alla madre e alla figlia. Ribellandosi ai suoi genitori piccolo-borghesi, Violette lavora segretamente come prostituta. Si innamora dello studente Jean Dabin, che sostiene con i furti ai suoi genitori e con la sua prostituzione.
Il medico di Violette informa i suoi genitori che ha contratto la sifilide. Lei li convince che ha ereditato la malattia e che dovrebbero prendere una "medicina" che in realtà è veleno. Il primo tentativo di omicidio fallisce e entrambi sopravvivono, anche se sua madre viene temporaneamente ricoverata in ospedale. Al secondo tentativo, suo padre muore, mentre la madre sopravvive di nuovo. Violette tenta di coprire il suo crimine come un suicidio, ma viene processata e condannata, nonostante lei dica di essere stata violentata da suo padre (un'accusa che il film non conferma né smentisce). La giuria la condanna a morte per ghigliottina, ma una voce fuori campo dice che la sua condanna è stata commutata per gradi al punto che ha lasciato il carcere dopo 12 anni, si è sposata e ha avuto cinque figli.

## Riconoscimenti
- Festival di Cannes 1978
  - Premio per la miglior interpretazione femminile (Isabelle Huppert)
- Premi César 1979
  - Migliore attrice non protagonista (Stéphane Audran)